# Lawrence Preston Joseph Graves
Lawrence Preston Joseph Graves (* 4. Mai 1916 in Texarkana, Arkansas; † 15. Januar 1994) war ein US-amerikanischer römisch-katholischer Geistlicher. Graves war Bischof des Bistums Alexandria.

## Leben
Lawrence Graves, geboren in Texarkana, besuchte das St. John Home Mission Seminary in Little Rock. Danach ging er nach Rom, wo er am Päpstlichen Nordamerika-Kolleg, später an der Katholischen Universität von Amerika in Washington, D.C. für das Priesteramt studierte. Am 11. Juni 1942 empfing Graves das Sakrament der Priesterweihe.
Graves wurde am 24. Februar 1969 von Papst Paul VI. zum Weihbischof des Bistums Little Rock sowie zum Titularbischof von Vina ernannt. Die Bischofsweihe spendete ihm am 25. April 1969 der Bischof von Little Rock Albert Lewis Fletcher; Mitkonsekratoren waren Lawrence Michael De Falco, Bischof von Amarillo, und Warren Louis Boudreaux, Weihbischof im Bistum Lafayette, Louisiana.
Nach dem Rücktritt von Bischof Charles Pasquale Greco, am 10. Mai 1973, wurde Graves, ebenfalls von Paul VI., zum Bischof des Bistums Alexandria ernannt. Während seiner Amtszeit wurde das Bistum 1976 in Bistum Alexandria-Shreveport umbenannt. Graves war neun Jahre Diözesanbischof. Am 20. Juli 1982 gestattete ihm Papst Johannes Paul II. den Rücktritt.
Er starb im Januar 1994, im Alter von 77 Jahren.